# Historia del Real Sporting de Gijón
El Real Sporting de Gijón es un club de fútbol profesional español de la ciudad de Gijón, que disputa sus partidos como local en el estadio El Molinón. Sus mayores éxitos deportivos son el subcampeonato de Liga conseguido en la temporada 1978-79, dos finales de la Copa del Rey en las ediciones 1980-81 y 1981-82, y seis participaciones en la Copa de la UEFA. El equipo ocupa el puesto 15.º en la clasificación histórica de Primera División y el 1.º en la de la categoría de plata.

## Historia

### Orígenes y fundación
La historia del Real Sporting de Gijón comenzó el 1 de julio de 1905, cuando Anselmo López fundó un equipo con la denominación de Sporting Club Gijonés. La historia del fútbol en Gijón, sin embargo, empezó algo antes, siendo muy probablemente marineros de buques extranjeros recalados en el puerto de El Musel los primeros en practicar el nuevo deporte en la ciudad, en la que surgen equipos de efímera existencia como el Balón, la Recreativa presidida por Ángel Pardo, el de La Bella Sportiva, el Porvenir de la Juventud, el Cruz Blanca, el Shooting y el Sport Goal, disputando los primeros encuentros en la playa de San Lorenzo. De esta prehistoria del fútbol se sabe poco pero, lo que es seguro, es que hay un nombre íntimamente vinculado a la introducción del deporte en la ciudad asturiana: Luis Adaro Porcel. Adaro, hijo de Luis Adaro y Magro, había conocido y practicado el entonces llamado foot-ball en Suiza y Alemania, adonde había acudido a completar sus estudios. Fue el principal impulsor, con el apoyo económico y humano de José Suárez Sánchez, Paco Marrodán y Pedro Sánchez Gómez, del que fue el primer equipo de fútbol gijonés con cierta entidad: el Gijón Sport Club, fundado en 1902 y registrado de forma oficial en diciembre de 1903, y cuyo primer presidente fue José Suárez Sánchez. Vestía camisa blanca con detalles en rojo en puños y cuello, y pantalón y medias negras. El primer partido del que se tiene referencia data del 17 de septiembre de 1903 y tuvo por terreno de juego la explanada de El Bibio; enfrentó al Gijón Sport Club contra el Foot-ball Club Ovetense, con resultado de empate a cero goles. Se conoce la alineación de la escuadra gijonesa, que estuvo formada por: De la Riva, Stenn, Vicente Sánchez, Gilledo, Malet, Moret, Adaro, Isaac, Ismael, Alvargonzález y Peón. A este último se le encargó la labor arbitral, compartida con Iriarte.
En cualquier caso, como ya se ha dicho, la historia del Real Sporting como tal comienza en 1905, cuando «un hombre constante y tenaz», como fue definido Anselmo López por uno de los firmantes del acta fundacional del club, Florentino García Sordo, lo creó con el nombre de Sporting Club Gijonés. De los primeros tiempos del nuevo equipo apenas se sabe nada, pues la prensa local de la época aporta pocas referencias. El primer partido del que se tiene constancia se disputó el 18 de agosto de 1907 en Oviedo, y enfrentó al equipo gijonés con el Sport Ovetense. La alineación que aparece reseñada en la prensa la forman Anselmo López, portero; Óscar Muñiz y Manuel Muñiz, defensas; Constantino Palacio, Conrado Pineda y Félix Alonso, centrocampistas; y Loyola Pineda, José Morilla, Laureano Antuña, Ramón Muñiz y Eduardo García, delanteros.

### Sporting Club Gijonés (1905-1912)
Inicialmente, el recién fundado equipo disputaba sus partidos contra clubes de la región. La prensa local recoge en el año 1908, por ejemplo, los resultados de dos encuentros disputados contra el Club Langreano, al que el Sporting vence a domicilio por un gol a dos, y contra un combinado ovetense al que gana por tres a cero. Siempre con la prensa de la época como referencia, se sabe que el equipo tenía su domicilio social en la Plaza de la Constitución y que disponía de una sección de adultos, otra de infantiles y otra mixta. Algunos nombres vinculados a estos tiempos son los de Cadavieco, Estrada, González, Menchaca, Orbón, Pardo, Prendes, Quirós o Sordo.
El derbi más antiguo contra equipos de Gijón que han sobrevivido hasta nuestros días es documentado por el diario local El Noroeste, al informar de un encuentro entre el Colegio de la Inmaculada y el Sporting Gijonés disputado el 20 de febrero de 1910. La década de 1910 comenzó para el Sporting con un acontecimiento clave: el Gijón Sport Club y la Juventud Sportiva Gijonesa acordaron su fusión, separándose muy poco tiempo después, lo que hizo declinar a dichas sociedades, cediendo paulatinamente al Sporting la hegemonía futbolística de la ciudad. En 1912, el rey Alfonso XIII, que acudió a Gijón para participar en la Copa del Rey de vela organizada por el Real Club Astur de Regatas, aceptó la presidencia de honor del club, que obtuvo entonces el título de Real.

### Real Sporting Club Gijonés (1912-1916)
En 1912, se celebró un enfrentamiento triangular entre los equipos de la ciudad ya mencionados: el Real Sporting, el Gijón Sport y la Sportiva Gijonesa. El 3 de agosto, el equipo de Anselmo López venció por seis goles a dos a la Sportiva Gijonesa, pero fue derrotado por siete a uno ante el Gijón Sport. La Sportiva y el Gijón Sport se enfrentaron el 19 de septiembre, gananando los primeros por seis tantos a uno, contando en sus filas, eso sí, con varios jugadores del Sporting, como reclamó el Gijón Sport para excusar su abultada derrota.
Poco a poco, la entidad fue consolidándose y ampliando fronteras: en 1913, el Madrid Foot-ball Club y el Athletic Club se midieron al Sporting en El Molinón, y también se disputó un partido de confraternidad contra la tripulación del barco inglés Greenwech. En 1914, año en que nació la primera federación de fútbol, resultó vencedor en el Campeonato Regional de Asturias, torneo entonces oficioso que se consolidó definitivamente en 1916. Este año marcó un importante hito en la historia del club: se iniciaron las gestiones para la compra del campo de El Molinón, donde ya disputaba sus partidos como local desde tiempo atrás. Además, el 2 de abril, se modificó el nombre de la entidad, que pasó a llamarse, como hoy, Real Sporting de Gijón.

### Real Sporting de Gijón (1916-1941)
El Real Sporting resultó vencedor, en 1916, del Campeonato Regional de Asturias, ya definitivamente regulado y consolidado. Lo siguió haciendo de manera ininterrumpida hasta 1924, cuando un Sporting muy perjudicado por las lesiones fue derrotado por los ovetenses. Otro acontecimiento digno de reseñar en el mismo año es la visita a El Molinón del Arenas Club, uno de los equipos más fuertes de la España de entonces, que venció a los gijoneses en dos partidos, por un gol a cuatro y cuatro tantos a siete. Gozaron de mejor suerte ante el Club Santanderino, al que golearon once a cero, y ante el Stadium Avilesino, al que ganaron por cinco goles a uno.
Los jugadores de la Sportiva habían ido dejado paulatinamente la entidad para integrarse en el Sporting, que se consolidó definitivamente como líder indiscutible del fútbol local. Como curiosidad, destacar que, de aquella época, se sabe que una entrada costaba 60 céntimos de peseta, que los menores de catorce años y las mujeres pagaban la mitad, y que el precio de tribuna ascendía a 12,5 pesetas.
1917 fue el año del debut del Sporting en el Campeonato de España. En el primer partido del Sporting en la competición, el Arenas Club derrotó a los asturianos por cero a uno en El Molinón el día 22 de abril, rematando el resultado en la vuelta por siete a cero. La histórica alineación del Sporting en ese primer encuentro fue la siguiente: Soto, Ituarte, Campo, Conrado, Morán, Riera, Senén, Villaverde, Trapote, Moré, Argüelles y Fernando Villaverde. Se puede considerar a este último como la primera gran estrella rojiblanca, aunque se vio obligado a poner prematuro fin a su carrera deportiva en 1920, cuando se lesionó de gravedad en un partido ante el Real Vigo S. C. La capitanía vacante del Real Sporting la tomó entonces quien fue el líder indiscutible del equipo durante los años veinte y que se convirtió en el primer internacional sportinguista: Manuel Meana. Su debut con la selección española se produjo el 9 de octubre de 1921, en un partido amistoso disputado contra la selección de Bélgica. Corsino recibió también la llamada del conjunto español, pero nunca llega a debutar; Argüelles, por su parte, fue convocado en 1922 por un combinado nacional elaborado para participar en la celebración de las bodas de plata del Athletic Club. Meana, Corsino y Argüelles formaron parte, además, de la selección asturiana, integrada en su mayoría por futbolistas del Sporting y que resultó vencedora, en 1923, del Campeonato nacional por regiones, venciendo a Galicia en la final por un gol a tres.
Un nombre importante en la historia del Sporting de los años 20 es el de José Monegal, uruguayo que había sido internacional con su país y que se convirtió en el primer entrenador específico del Sporting, al que llegó traspasado por un club brasileño. Su trayectoria en la entidad gijonesa, en cualquier caso, duró poco, siendo fulminantemente destituido tras hacer unas desafortunadas declaraciones a un diario centroamericano. Lo sustituyó en el cargo Edmundo Morán, exjugador y exdirectivo, y éste, a su vez, fue relevado en 1926 por Manuel Meana, muy perjudicado por las lesiones pero que todavía actuaba como futbolista. Estos años finales de la década son los del complicado paso del amateurismo al profesionalismo. El Sporting, aun con refuerzos de la cantera, perdió potencial como consecuencia de la marcha de muchas de sus estrellas a la búsqueda de mejores remuneraciones: Ramón Herrera al Athletic Club de Madrid; Morilla al Real Club Celta; Loredo al Real Santander; y Alfredón y Argüelles al R. C. Deportivo de La Coruña.
En 1928 se inauguró la Liga de fútbol. El Sporting se encontraba entonces en una situación crítica: a la ya mentada marcha de jugadores y a una mala relación con las federaciones regional y nacional, que prohibieron al equipo tomar parte en los campeonatos de Asturias y España, con lo que solo podía disputar partidos amistosos, se sumó una complicada situación económica resultante de reformas realizadas en El Molinón, que acogió su primer partido internacional y, por extensión, el primero disputado en Asturias, enfrentando a las selecciones de España e Italia. Pin, del Sporting, fue llamado para disputar dicho encuentro pero, finalmente, se le desplazó del once titular en el que, sin embargo, se incluyó a Adolfo, quien se convirtió así en el segundo internacional absoluto de la historia del equipo gijonés. El club comenzó la temporada 1928-29, primera de la Liga, en Segunda División. En su primer partido, disputado el 10 de febrero de 1929, resultó derrotado ante el Deportivo de La Coruña por un gol a cero. La plantilla de aquel equipo la forman Morán, Armandón, Picú, Prida, Menéndez, Quirós, Candasu, Castro, Luisón, Chus, Domingo, Campanal, Arcadio, Morós, Pachón, Campomanes, Amadeo Meana, Antuña y Valeriano; reforzados con la llegada de Sion, Elicio, Cayetano, Noreña, Moro, Canteli, Vicente, Palacio, Focaya, Leiva y Fernández. Aquella primera temporada, el Sporting finalizó en cuarta posición. 1929 fue también el año de la llegada al club, procedente del Tottenham Hotspur F. C., del entrenador Randolph Galloway, que hubo de requerir los servicios de un intérprete para comunicarse con los jugadores, pues no sabía castellano.
Los gijoneses lucharon por conseguir el debut de un equipo asturiano en Primera División, pugna en la que primaba la entonces ya existente rivalidad con el Real Oviedo sobre los intereses regionales; pero, a pesar de finalizar sus campañas siempre entre los primeros puestos de la tabla, no fue hasta la temporada 1943-44 cuando el Sporting logró el tan ansiado ascenso. Para entonces, el Sporting ya había cambiado de nombre, como consecuencia de la prohibición de extranjerismos decretada por el nuevo régimen dictatorial surgido de la Guerra Civil. A partir de ese momento, y durante casi cuarenta años, el nombre del equipo fue Real Gijón, aunque continuó siendo conocido popularmente como Sporting.

### Real Gijón (1941-1977)
El equipo ahora denominado Real Gijón saboreó en la campaña 1942-43 las mieles del ascenso. Aquel año finalizó campeón de su grupo liguero y cuarto de la fase final, lo que permitió al club disputar la promoción de ascenso ante el R. C. D. Español, resultando derrotado en un partido en que el equipo rojiblanco se quedó sin portero al lesionarse Leicea, teniendo que ser sustituido éste improvisadamente por Tamayo. Así, el ascenso tuvo que postergarse otro año más: la campaña 1944-45 fue la primera del Real Gijón en Primera División. El estreno en la categoría tuvo lugar ante, otra vez, el Español. Aquella histórica plantilla estuvo integrada por: Lerín, Ceballos, Sion, Tamayo, Tamargo, Cervigón, Dindurra, Gundemaro, Adolfo, Domingo y Liz. El partido finalizó sin goles. Fue necesario esperar, pues, al segundo partido para asistir al primer gol del equipo en la máxima categoría: lo anotó Gundemaro al R. C. Deportivo de La Coruña. Aquel año fue también el del primer derbi asturiano en la élite. El Real Oviedo ganó por dos a uno en un partido disputado en el campo de Buenavista y arbitrado por Gojenuri. A la vuelta, el Gijón se tomó la revancha en su propio campo venciendo por seis goles a cero al equipo carbayón. Aquella primera temporada la concluyó el Real Gijón en séptima posición. El equipo se mantuvo en la máxima categoría otras cuatro campañas, descendiendo de nuevo a Segunda en la temporada 1947-48, año en que, como anécdota, se ha de destacar que se amplió el derecho a voz y voto a los socios femeninos e infantiles.
En la temporada 1950-51 el equipo volvió a lograr un ascenso en el que consiguió la cifra de cien goles (Prendes marcó treinta y Campos, veintisiete) y finalizó como equipo menos goleado, con Amadeo Sánchez como entrenador y la siguiente plantilla: Sion, Munárriz, Cristóbal, Tamayo, Cástulo, Ladreda, Busto, Tejero, Germán, Cabal, Dindurra, José Luis, Garro, Iglesias, Cervigón, Carlinos, Prendes, Ortiz, Guerrita, Emilín, Campos, Molinucu, Sánchez y Herrerita. El Molinón comenzó a quedarse pequeño ante la avalancha de aficionados que acudían al campo, especialmente en los partidos ante el Real Oviedo. Se afrontó, por consiguiente, una nueva remodelación del estadio. Para entonces, el equipo contaba ya con 7500 socios.
En 1953, los equipos "B" de España y Alemania se enfrentaron en Düsseldorf. En el equipo español se alineó a los sportinguistas Sion y Prendes. Aquel año, el Gijón realizó una gira por Cuba y México, muy positiva por el hermanamiento con colonias asturianas en América pero negativa para lo deportivo: el Gijón finalizó la temporada 1953-54 en decimosexto puesto y descendió nuevamente a Segunda, con el equipo en una caótica crisis administrativa y las reformas del campo inconclusas. En 1955 se concedió la medalla de oro del club a Carlos Tartiere, histórico presidente del Real Oviedo. A su fallecimiento, se depositó una corona con los colores rojiblancos ante el busto que le fue erigido en la capital asturiana.
El Real Gijón, convertido ya en un equipo ascensor, se mantuvo hasta la campaña 1956-57 en Segunda División. Aquel año se superó el récord de la temporada 1950-51 y se marcaron ciento siete goles, con goleadas como un once a cero al U. D. Lérida el 13 de enero de 1957. A falta de tres jornadas para finalizar la competición, el Real Gijón ya era campeón de Segunda. El rojiblanco Ricardo Alós fue el máximo goleador de la categoría con cuarenta y seis tantos. Se consiguió, así, el tercer ascenso en la historia de la entidad.
En 1958 se concedió la insignia de oro y brillantes, por su desinteresada aportación al club sin percibir ninguna remuneración, a un jugador que años más tarde alcanzó la presidencia del equipo en su etapa de mayores éxitos: Manuel Vega-Arango. En la campaña 1958-59 el equipo volvió a descender a la categoría de plata, donde permaneció durante once temporadas. El año siguiente, 1960, fue el de la fundación de la Peña Sportinguista Luengo, decana de cuantas se mantienen activas a día de hoy. Para entonces, el Real Gijón pasaba por una grave crisis administrativa, llegando a temerse su desaparición. La temporada liguera fue mala: se finalizó la Liga en 13.º puesto y el equipo se vio abocado a tratar de eludir el descenso en una promoción ante el Burgos C. F. en la que los castellanos resultaron vencedores: por primera vez, el Real Gijón descendía a Tercera División. Se produjo, entonces, un providencial acontecimiento que permitió a los gijoneses mantenerse en la categoría de plata: el C. D. Condal de Barcelona renunciaó a jugar en Segunda y el Real Gijón reclamó su puesto. La Federación Española no le dio la razón y obligó al equipo a ganarse la permanencia en la categoría en un torneo organizado en Palma de Mallorca. Al año siguiente, volvió a repetirse la misma historia: el Real Gijón finalizó 13.º, pero esta vez no fue necesario jugar la promoción al renunciar el San Sebastián a la plaza que le correspondía como consecuencia del descenso de su primer equipo, la Real Sociedad.
En 1962, en el contexto del boom del turismo, que ayudó a promover la creación de los torneos veraniegos de fútbol, nació el Trofeo Costa Verde patrocinado por el Ayuntamiento de Gijón. Su primera edición enfrentó al Real Gijón contra el C. A. Osasuna, y finalizó en empate a dos goles.
La campaña 1963-64 la finalizó el Gijón en segundo puesto, lo que le permitió promocionar contra el R. C. D. Español. En la ida ganaron los gijoneses por un tanto a cero pero, en la vuelta en Sarriá, los catalanes vencieron por tres a cero. En la temporada 1966-67 el jugador Solabarrieta finalizó como máximo goleador, con veinticuatro tantos, de los cuales marcó dos al Real Oviedo en El Molinón en un partido que ganaron los gijoneses por cinco a cuatro. En 1966, llegó al equipo un guardameta llamado Jesús Castro; en 1967, un exterior vasco llamado Churruca, procedente del C. D. Ensidesa; y, en 1968, otro delantero del Ensidesa protagonizó una exhibición goleadora que llamó la atención del gallego Carriega, entonces entrenador del Real Gijón: se trataba de Quini. Comenzó así a gestarse el equipo que iba a protagonizar la época dorada del Sporting. Aquel mismo año la Sociedad Deportiva La Camocha se convirtió en filial del Real Gijón, cambiándose el nombre al año siguiente para pasar a denominarse Atlético Gijón.
El cuarto ascenso del Real Gijón se logró en la temporada 1969-70. Quini acabó aquel año como máximo goleador de Segunda División, con veinticuatro goles, y no tardó mucho en acompañar a Churruca, que se convirtió en el tercer internacional absoluto en la historia del equipo. Mientras tanto, el Real Gijón saneaba su economía y acabó las dos siguientes campañas en 12.º puesto. En 1973, se alcanzaron las semifinales de la Copa del Generalísimo, mientras el F. C. Barcelona reiteraba su interés en Quini; además, dos nuevos valores llegaron al equipo procedentes, una vez más, del Ensidesa: Morán y Cundi. Durante aquellos años en Primera el equipo desplegaba un buen juego, evidente por los trofeos al máximo goleador logrados por Quini en las campañas 1973-74 y 1975-76, que no se vio reflejado en la tabla, en la que no salió de los últimos puestos, viéndose abocado a esperar hasta las últimas jornadas para certificar la permanencia. En 1975, comenzaron las gestiones para la construcción de la Escuela de fútbol de Mareo y llegó al equipo, procedente del C. D. Acero, un nuevo jugador que, con los años, iba a alcanzar gran renombre: Antonio Maceda. Se fichó también a Mesa, de la Real Balompédica Linense, y a Ferrero, que llegaba desde el C. A. Boca Juniors.
En la temporada 1975-76 el equipo finalizó 18.º y descendió a la categoría de plata. Esta vez, sin embargo, solo se mantuvo un año, con el club saneado económicamente y prometedores jugadores jóvenes. En mayo se llegó a un acuerdo con Vicente Miera para que se hiciera cargo del equipo, con José Manuel Díaz Novoa como técnico del filial. El Barcelona continuaba interesado en Quini, mientras que el Athletic Club buscaba el traspaso de Churruca. Las negociaciones en ambos casos avanzaron y, finalmente, se traspasó al jugador vasco, lo que proporcionó cuantiosos ingresos que permitieron al equipo acometer las obras para la construcción de la Escuela de Mareo. La campaña 1976-77 se comenzó ganando por cuatro tantos a cero al Levante U. D., en lo que fue un buen presagio de lo que iba a acabar siendo una magnífica temporada en la que el equipo volvió a ascender a Primera División. Quini fue, de nuevo, máximo goleador del equipo. La plantilla de aquel año estuvo formada por Castro, Rivero, Claudio, Redondo, José Manuel, Doria, González, Núñez, Maceda, Cundi, Javi, Killer, Joaquín, Abel, Ciriaco, Valdés, Mesa, Andrés, Uría, Urbano, Juan, Quini, Morán, Fanjul, Sergio, Ferrero, Toni y Colás.

### La época dorada (1977-1982)
La temporada 1977-78 la volvió a disputar, así, el Real Gijón en Primera División; ocho jornadas imbatidos nada más comenzar dejaron claro, ya desde el principio, que el equipo gijonés se había convertido en un serio aspirante al título. Finalmente, se obtuvo un 5.º puesto, con lo que se consiguió la primera clasificación europea del equipo, que al año siguiente disputó la Copa de la UEFA. Llegamos así a la temporada 1978-79, que pasará a los anales como la mejor de toda la historia del Sporting, en la que se proclamó campeón de invierno. Una pugna durante toda la campaña con el Real Madrid C. F. se decantó finalmente del lado madrileño, que se convirtió en campeón con cuatro puntos más que el Real Gijón, justamente los que éste dejó escapar en El Molinón y el Santiago Bernabéu. El estreno europeo del Real Gijón, el 13 de septiembre de 1978, no fue menos exitoso: los asturianos vencieron al Torino F. C. por tres goles a cero en El Molinón. Aquel año, además, España fue nombrada de manera oficial organizadora de la Copa Mundial de Fútbol de 1982, y se decidió que Gijón compartiera sede con Oviedo; por otro lado, el Real Gijón recibió de manos del Rey la Copa Stadium «a la mejor organización y entidad deportiva». La siguiente temporada, Quini volvió a ser el mayor anotador de Primera y el Real Gijón finalizó 3.º en la tabla. En la Copa de la UEFA, el sorteo volvió a deparar un rival difícil para el equipo: el PSV Eindhoven; y, en la Copa del Rey, se alcanzaron las semifinales, no pudiéndose doblegar al Castilla C. F., entonces líder de Segunda, tras haber derrotado al Club Deportivo Turón, C. D. Colonia Moscardó, Real Zaragoza, Valencia C. F. y Rayo Vallecano. También fue esa la temporada de la despedida de Quini, quien, tras una buena actuación en la Eurocopa 1980, recaló finalmente en el F. C. Barcelona.
La década de los ochenta comenzó para el Sporting bajando su rendimiento en la Liga, aunque se goleó al Real Madrid por cuatro tantos a cero en El Molinón, pero con otro importante hito: la primera final de Copa del Rey, disputada contra un Barcelona en cuyas filas militaba Quini, y que derrota a los gijoneses por tres a uno. La Real Sociedad se proclamó campeona de Liga en El Molinón, acabando el Sporting 7.º; en la Copa de la UEFA, el F. C. Bohemians eliminó a los gijoneses en la primera ronda. Por otra parte, volvió a concederse a la entidad asturiana la Copa Stadium.
La temporada 1981-82 resultó contradictoria: mientras que en Liga se eludió el descenso a duras penas gracias a un triunfo del Real Valladolid C. F. en Las Palmas, en la Copa del Rey volvió a alcanzarse la final, en la que, esta vez, fue el Real Madrid quien arrebató el título a los rojiblancos en el estadio José Zorrilla de Valladolid. 1982 fue también el año del mundial de fútbol, en el que el Sporting estuvo representado en la selección española con Joaquín, Maceda y Jiménez. De cara a la campaña 1982-83 se alcanzó la cifra récord de socios del club hasta entonces: 22 766.

### Real Sporting de Gijón (1982-1992)
El año 1983, además de asistir al triunfo del filial rojiblanco dirigido por José Manuel Díaz Novoa en la Copa de la Liga de Segunda División B, supuso el debut de uno de los jugadores históricos del Sporting: el mierense Juan Carlos Ablanedo. El 2 de enero de aquel año, una lesión de José Aurelio Rivero permitió al joven guardameta, que comenzaba a ser conocido como El Gatu (El Gato, en asturiano), debutar con el primer equipo en un partido oficial. Otro jugador que comenzó a ser habitual en las convocatorias fue Eloy Olaya. Ambos llegaron a ser internacionales con la selección española y Ablanedo obtuvo el Trofeo Zamora al portero menos goleado en tres ocasiones. Al equipo llegó Laurie Cunningham, internacional inglés que había fracasado en el Real Madrid C. F. tras alcanzar fama de crack mundial, y que tampoco logró encauzar su carrera deportiva en Gijón. Por aquel entonces, el verdadero líder del equipo era Antonio Maceda, uno de los héroes del famoso encuentro entre España y Malta que finalizó 12-1, llegando a convertirse en máximo goleador sportinguista a pesar de jugar como defensa.
En 1984, el Sporting consiguió el que, hasta la fecha, es el más prestigioso trofeo de cuantos hay en sus vitrinas: el Ramón de Carranza. Tras vencer al F. C. Barcelona en el primer partido gracias a un gol de Mesa, el equipo gijonés llegó a la final, en la que superó al Athletic Club. La alineación de aquel partido fue: Ablanedo II, Redondo, Maceda, Mino, Pereda, Jiménez, Joaquín, David (sustituido por Tocornal), Mesa, Eloy y Nacho (sustituido por Zurdi). Aquel año fue también el del regreso de Quini, ya con treinta y cinco años.
En 1985, se volvió a disputar la Copa de la UEFA tras finalizar la temporada en cuarta posición por detrás de Barcelona, Club Atlético de Madrid y Athletic Club. El rival en la competición europea fue el F. C. Colonia, al que no se consiguió superar; dos años más tarde tampoco se consiguió vencer, aunque se le derrotó en El Molinón por un gol a cero, a un equipo que, por aquel entonces, estaba gestándose y que, tras no mucho tiempo, iba a marcar con Arrigo Sacchi una época en la historia del fútbol: el A. C. Milan. En 1986, se despidió de la presidencia Manuel Vega-Arango, que había protagonizado el mandato más largo de la historia del club, sucediéndolo en el cargo Ramón Muñoz Fernández. Aquel mismo año, el Sporting disputó el título en una nueva modalidad de Liga, que solo se aplicó aquella temporada, y en la que se dividió a los dieciocho equipos de la élite en tres grupos, integrando el equipo gijonés el de los seis primeros al haber finalizado la campaña en cuarta posición. En la 1986-87 también se dieron dos acontecimientos históricos para el club: se venció al Barcelona en el Camp Nou por cero a cuatro, lo que supuso la mayor victoria a domicilio del Sporting en Liga, con un equipo que formó con la siguiente alineación: Ablanedo II, Tati, Ablanedo I, Jiménez, Cundi, Marcelino, Joaquín, Mesa (Jaime), Esteban, Flores (Luismi) y Eloy. Marcaron los goles Eloy (dos), Flores y Luismi. Además, Jaime logró anotar el gol n.º 1000 del Sporting en Primera División, el 21 de septiembre, ante el Real Murcia C. F. Antes de acabar el año, el club rojiblanco realizó una gira por Estados Unidos con la intención de recaudar dinero.
La década de los ochenta acabó con la gestación de una nueva hornada de jugadores de la cantera que en los noventa alcanzaron gran renombre nacional e internacional, como Pitu Abelardo (que estuvo a punto de abandonar la disciplina rojiblanca para recalar en el Caudal Deportivo de no ser por la intervención personal del entrenador García Cuervo), Luis Enrique, Manjarín o Juanele, el pichón de Roces, amén de otros como Arturo, Óscar, Alcázar, Tati o Luis Sierra, sobre los que Joaquín, uno de los pocos supervivientes de la época dorada, ejerció cierto papel paternal. A finales de 1989, además, se fichó al internacional checoslovaco Luhový.
La década de los noventa comenzó con el equipo clasificado en quinta posición, lo que le permitió disputar por sexta y, hasta la fecha, última vez la Copa de la UEFA. Sin embargo, las lesiones asolaron el equipo, que hubo de obtener la cesión del guardamenta del Atlético de Madrid, Diego, para suplir la baja de Ablanedo, y que vio cómo Manjarín sufría una grave rotura de ligamentos en el derbi ante el Real Oviedo; además, fue necesario esperar hasta el último partido de Liga para certificar la clasificación europea ante el Valencia C. F., al que se venció con una alineación formada por Isidro, Arturo, Abelardo, Jiménez, Emilio, Alcázar, Joaquín, Óscar, Iordanov (David), Luhový (Nilsson) y Luis Enrique. Este último fue el autor del único gol del partido y, al año siguiente, fue traspasado al Real Madrid. En la Copa del Rey, el R. C. D. Mallorca eliminó a los rojiblancos en las semifinales.
En 1992, se despidió del fútbol activo un histórico del club, Joaquín, quien, hasta la fecha, ostenta el récord de partidos disputados con el Sporting en Primera División. Deportivamente, la decadencia del equipo comenzaba a ser cada vez más evidente. Bert Jacobs, llegado de los Países Bajos para sustituir a Ciriaco Cano al frente del equipo, no consiguió pasar del 12.º puesto de la clasificación en la temporada 1992-93. Además, se produjo otro acontecimiento de gran importancia, no solo para el Sporting, sino para todo el fútbol español: el Consejo Superior de Deportes, en un intento de frenar el caótico desorden económico de la gran mayoría de clubes profesionales, obligó a todos los equipos con deudas reconocidas a reconvertirse en sociedades anónimas deportivas, para lo que fijó en cada caso un capital a suscribir en acciones que permitiera capitalizar cada entidad y estableció que el club que no cubriera la cantidad correspondiente debía descender automáticamente a Segunda División B, designándose en el caso del Sporting 588 millones de pesetas. Así, el nombre oficial del equipo pasó a ser Real Sporting de Gijón, S. A. D..

### Decadencia y descenso a Segunda División (1992-2008)
El Sporting de los primeros años noventa, aun en decadencia, era un equipo cuajado de internacionales: Ablanedo, Christiansen, Abelardo y Manjarín volvieron de Barcelona con la medalla de oro de los Juegos Olímpicos. Además, jugadores como Pablo, Iván, Emilio Gutiérrez, Juanele, Avelino, Dani Díaz, Tomás o Castaño eran convocados con las selecciones inferiores; y Iordanov, Nilsson y Scotto eran también internacionales con sus respectivos países. El resto de jugadores (Rodri, Alcázar, Muñiz, Óscar, Ablanedo I, Luis Sierra, Arturo, Cela, Guti, Raúl y Tati) eran también jóvenes, hasta el punto de constituir la plantilla con edad media más baja de toda la Primera División. Aquel equipo mostró, en 1993, dotes de matagigantes derrotando en El Molinón al F. C. Barcelona y al Real Madrid C. F. bajo la dirección de Mariano García Remón, en una temporada en la que destacó especialmente Juanele, que al año siguiente fue traspasado al C. D. Tenerife en una operación en la que entró Pier, que también llegó a vestir la camiseta de la selección española como rojiblanco. Asimismo, recalaron en el equipo Ígor Lediakhov, procedente del F. C. Spartak de Moscú, y Marcos Vales. Del Real Madrid llegaron los internacionales sub-21 Velasco y Morales y, avanzada la temporada, se fichó al argentino Hugo Pérez. Abelardo fue traspasado al Barcelona. En 1994, además, llegó a la presidencia José Fernández quien, desde entonces, pasó a ser el máximo accionista de la sociedad.
El Sporting, en cualquier caso, continuaba en declive. En 1995, se disputó la promoción contra la U. E. Lleida tras acabar la Liga en 18.ª posición. Para tratar de paliar la crisis deportiva, llegaron al equipo Fernando Giner, once veces internacional; Eloy Olaya, que regresaba al club; Bango, que había vestido la camiseta de la selección en dos ocasiones; el veterano delantero nigeriano Yekini; y Julio Salinas, que se convirtió en todo un ídolo de la afición rojiblanca. Como sportinguista volvió a ser internacional absoluto y tomó parte en la Eurocopa 1996, convirtiéndose en el último rojiblanco en vestir la camiseta de España hasta la fecha. En 1996, llegó del Spartak de Moscú el ruso Nikíforov, considerado el mejor defensa libre o central de Europa, pero que no consiguió triunfar en el equipo. Otros jugadores que recalaron en El Molinón fueron Villarroya y el costarricense Rónald Gómez. A finales de 1996, llegaron Chéryshev, del F. C. Dinamo Moscú, y el brasileño Souza. Del filial apareció una joven revelación: Sergio Fernández. Todas estas incorporaciones, y los sucesivos cambios de entrenador que se produjeron (Ricardo Rezza, José Manuel Díaz Novoa, Benito Floro, etc.) no consiguieron, sin embargo, sacar al Sporting de la parte baja de la tabla de la que llevaba ya unos años siendo equipo habitual. El descenso a Segunda División comenzó a verse como algo inminente y terminó por producirse en la temporada 1997-98, tras una campaña desastrosa en la que se baten varios récords negativos de la historia de la Liga: el equipo fue relegado con solo trece puntos, no habiendo conseguido más que dos victorias y siete empates en una temporada en la que se sucedieron en el banquillo gijonés tres entrenadores: Antonio Maceda, José Manuel Díaz Novoa y José Antonio Redondo. En el mes de marzo, el descenso se consumó de manera matemática en medio de una alarmante crisis económica solo parcialmente paliada con la venta de Nikíforov al PSV Eindhoven, lo que supuso el traspaso más caro en la historia del club.
La primera temporada del equipo asturiano en la categoría de plata, tras veintiún años ininterrumpidos en la élite, comenzó de manera desastrosa: la caída libre del equipo parecía no tener fin. Finalmente, se consiguió encauzar la temporada y concluir en novena posición. Los años que siguieron supusieron para el Sporting los de una crisis económica que llegó a amenazar de desaparición al club y de la que solo se consiguió salir a duras penas con la ayuda económica del Ayuntamiento de Gijón, que decidió patrocinar al equipo en 1999 con una partida de 50 millones de pesetas anuales durante cinco años. El 30 de junio de aquel año se retiró Ablanedo. Durante las campañas del Sporting en Segunda División, se fueron sucediendo varios entrenadores que no consiguieron alcanzar el objetivo del retorno a Primera: preparadores como Aad de Mos, Pedro Braojos, Vicente Cantatore o Marcelino García Toral. Con este último se llegó a rozar el ascenso en la campaña 2003-04, en una temporada en la que el Sporting llegó a situarse como líder de la clasificación con doce puntos de ventaja sobre el segundo pero que, tras una mala racha en la segunda vuelta, concluyó en 5.ª posición. En 2005, dentro de la modestia que marcaba la delicada situación económica del Sporting, se celebró el centenario de la entidad.

### El proceso concursal de 2005
En el año 2005, debido a su maltrecha economía y dificultades para afrontar el pago de las deudas a un elevado número de acreedores, el club entró en un proceso concursal instado por la empresa Coral Golf, que se encargaba del cuidado del césped de El Molinón. Entre las deficiencias económicas y el proceso, el Sporting estuvo a punto de descender de categoría, algo que podría habría supuesto su desaparición.
En 2007, una vez concluida la intervención de los administradores nombrados por el juez para llevar a cabo dicho proceso, se concluyó que la situación económica no podía ser achacada a nadie en concreto y que había sido algo fortuito, por lo que el consejo de administración pudo continuar a cargo del club. Con dicho proceso, la deuda del Sporting, que en el año 2005 los administradores tasaban en 51 millones de euros, pasó a ser de 35,8 millones, según los presupuestos presentados por la directiva para la campaña 2007-08.

### El retorno a la élite (2008-2012)

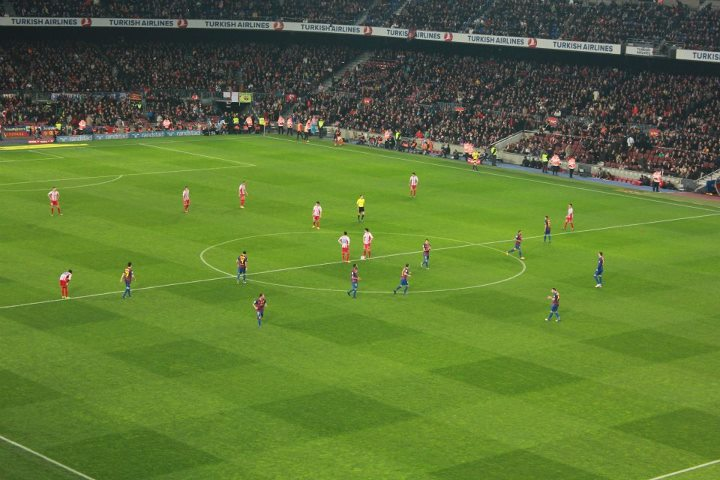
Partido disputado entre el F. C. Barcelona y el Real Sporting de Gijón en la jornada 26 de la temporada 2011-12.

El ascenso a Primera División se consumó en la temporada 2007-08 bajo la batuta de Manolo Preciado. Después de un inicio sin conocer la derrota en las nueve primeras jornadas, el Sporting terminó el año en tercera posición tras vencer por dos goles a cero en el último partido, el 15 de junio de 2008, a la S. D. Eibar en El Molinón.
La campaña 2008-09 supuso el regreso del equipo en Primera tras diez años. Fue un curso marcado por la irregularidad, con varias derrotas abultadas y solo un empate en toda la temporada, aunque el Sporting logró la permanencia en la categoría en el último partido, disputado en El Molinón contra el R. C. Recreativo de Huelva, al que venció por dos goles a uno. Curiosamente, se batió el récord de permanencia en Primera División con más derrotas y más goles en contra, además de con menos empates. En la Copa del Rey se alcanzó la mejor cota desde la temporada 1994-95, los cuartos de final, donde los rojiblancos cayeron eliminados ante el Athletic Club.
Tras la sobresaltada temporada del regreso a la máxima categoría, el club llegaba con las aspiraciones de mantenerse en la élite del fútbol español sin pasar tantos apuros; para ello, se reforzó la principal debilidad del equipo, la defensa, fichando al joven Botía, procedente del F. C. Barcelona "B", además de a Grégory, del Vitória de Guimarães portugués. Otras incorporaciones fueron De las Cuevas, llegado del Club Atlético de Madrid; Juan Pablo, del C. D. Numancia; o Rivera, del Real Betis. La campaña discurrió con relativa calma: el equipo se movió por posiciones de mitad de tabla durante casi todo el curso llegando, incluso, a estar a un puesto de clasificarse para la Liga Europa aunque, finalmente, se aseguró la permanencia al empatar contra el Atlético de Madrid en la penúltima jornada, tras una mala segunda vuelta.
La campaña 2010-11 concluyó como la mejor del Sporting desde su retorno a Primera División, finalizando la competición en décimo puesto. Tras una primera vuelta en la que se acabó al borde de los puestos de descenso, con once jornadas consecutivas sin conocer la victoria, el equipo protagonizó una remontada en la segunda parte del campeonato obteniendo un triunfo ante el Real Madrid C. F. en el estadio Santiago Bernabéu y un empate en casa ante el F. C. Barcelona, además de otros resultados favorables contra los equipos más poderosos del campeonato. Una sólida defensa, la tercera menos goleada tras Barcelona y Real Madrid, contrastó, a su vez, con una escasa capacidad anotadora: el Sporting fue el segundo equipo menos goleador del campeonato, por detrás del descendido R. C. Deportivo de La Coruña.
El inicio del curso 2011-12 resultó, de nuevo, complicado para los intereses del Sporting. La primera victoria de la temporada no llegó hasta el noveno encuentro y el equipo permaneció en posiciones de descenso durante toda la competición, a excepeción de cinco jornadas. El 31 de enero de 2012 se prescindió de los servicios de Manolo Preciado en el banquillo y ocuparon su puesto Iñaki Tejada, primero, y Javier Clemente, a continuación, pero no se consiguió enderezar la situación del equipo. Aunque se llegó con posibilidades de salvación a la última jornada, la derrota ante el Málaga C. F. en La Rosaleda provocó el descenso del Sporting a la Segunda División tras cuatro temporadas consecutivas en Primera.

### En primera tres años después (2015-2017)
Después de tres temporadas en la categoría de plata, el club consiguió el regreso a la Primera División en la campaña 2014-15 con Abelardo Fernández como entrenador. Una sanción impuesta por la LFP debido a las deudas contraídas, privó al equipo de poder realizar incorporaciones de jugadores que no perteneciesen al filial. Aun así, consiguió sumar ochenta y dos puntos al final del campeonato, lo que les permitió clasificarse en la segunda posición, tras obtener veintiún victorias, diecienueve empates y dos derrotas. Además, el portero Iván Cuéllar fue galardonado con el Trofeo Zamora al portero menos goleado de la categoría con veintiún tantos encajados en treinta y seis partidos —un promedio de 0,58—.